# Имерг
Имерг (фр. Imergue) — река на юге Франции в Провансе в департаменте Воклюз, приток реки Кулон (Калавон) бассейна Роны.

## География
Имерг берёт начало в горах Воклюза к северу от хутора Пикар коммуны Сен-Сатюрнен-лез-Апт, где он питается многочисленными горными ручьями. Близ Горд у хутора Карле в него впадает одноимённая река. Затем Имерг протекает несколько километров по равнине к юго-востоку от Горд, где между местом, называемым Бадель, и мельницей Робера на границе коммуны Гу в него вливается другой приток Рубин. Впадает у хутора Люмьер коммуны Льу в Кулон (Калавон), приток Дюранса. Протяжённость реки — 16,8 км. Площадь водосборного бассейна — 108 км².

## Притоки
- ручей Льу (5,7 км)
- Карле (8 км)
- Рубин (5,4 км)

## Пересекаемые коммуны
Река протекает по территории 7 коммун:
- Горд
- Жукас
- Менерб
- Сен-Сатюрнен-лез-Апт
- Гу
- Руссийон
- Льу